# Đảng Công nhân (Brasil)
Đảng Công nhân (tiếng Bồ Đào Nha: Partido dos Trabalhadores) là một tổ chức chính trị trung tả tại Brasil. Kể từ năm 2002 đến nay, chính đảng này còn giữ vai trò là tổ chức cầm quyền.

## Lịch sử

Đảng kỳ.

Đảng Công nhân được thành lập ngày 10 tháng 2 năm 1980 tại Colégio Sion (một trường nữ học Công giáo), trực thuộc thành phố São Paulo.

### Tranh cử Tổng thống
| Năm                                                                      | Candidate                 | first round        | first round       | second round       | second round      |
| Năm                                                                      | Candidate                 | # of overall votes | % of overall vote | # of overall votes | % of overall vote |
| ------------------------------------------------------------------------ | ------------------------- | ------------------ | ----------------- | ------------------ | ----------------- |
| 1989                                                                     | Luiz Inácio Lula da Silva | 11,622,673         | 16.1 (#2)         | 31,076,364         | 44.2 (#2)         |
| 1994                                                                     | Luiz Inácio Lula da Silva | 17,122,127         | 27.0 (#2)         |                    |                   |
| 1998                                                                     | Luiz Inácio Lula da Silva | 21,475,211         | 31.7 (#2)         |                    |                   |
| 2002                                                                     | Luiz Inácio Lula da Silva | 39,455,233         | 46.4 (#1)         | 52,793,364         | 61.3 (#1)         |
| 2006                                                                     | Luiz Inácio Lula da Silva | 46,662,365         | 48.6 (#1)         | 58,295,042         | 60.8 (#1)         |
| 2010                                                                     | Dilma Rousseff            | 47,651,434         | 46.9 (#1)         | 55,752,529         | 56.1 (#1)         |
| Source: Election Resources: Federal Elections in Brazil – Results Lookup |                           |                    |                   |                    |                   |

### Tranh cử nghị viện
| Chamber | Chamber    | Chamber    | Chamber  | Chamber | Chamber    | Chamber      | Senate     | Senate     | Senate   | Senate | Senate      | Senate       |
| Năm | Votes      | % of votes | % change | Seats   | % of seats | Seats change | Votes      | % of votes | % change | Seats  | % of seats1 | Total seats2 |
| --- | ---------- | ---------- | -------- | ------- | ---------- | ------------ | ---------- | ---------- | -------- | ------ | ----------- | ------------ |
| 1982 | 1,458,719  | 3.5%       | –        | 8       | 1.7        | –            | 1,538,786  | 3.6%       | –        | –      | –           | –            |
| 1986 | 3,253,999  | 6.9%       | +3.4     | 16      | 3.3        | +8           |            |            |          | –      | –           | –            |
| 1990 | 4,128,052  | 10.2%      | +3.3     | 35      | 7.0        | +19          |            |            |          | 1      | 3.2         | 1            |
| 1994 | 5,959,854  | 13.1%      | +2.9     | 49      | 9.6        | +14          | 13,198,319 | 13.8%      |          | 4      | 7.4         | 5            |
| 1998 | 8,786,528  | 13.2%      | +0.1     | 59      | 11.3       | +9           | 11,392,662 | 18.4%      | +4.6     | 3      | 11.1        | 7            |
| 2002 | 16,094,080 | 18.4%      | +5.2     | 91      | 17.7       | +33          | 32,739,665 | 21.3%      | +2.9     | 10     | 18.5        | 14           |
| 2006 | 13,989,859 | 15.0%      | −3.4     | 83      | 16.2       | −8           | 16,222,159 | 19.2%      | −2.1     | 2      | 7.4         | 11           |
| 2010 | 16,289,199 | 16.9%      | +1.9%    | 88      | 17.1       | +5           | 39,410,141 | 23.1%      | +3.9     | 11     | 20.3        | 14           |
| 1^ Percentage of seats up for election that year. 2^ Total seats: seats up for election that year plus seats not up for election. Sources: Georgetown University, Election Resources, Rio de Janeiro State University Lưu trữ ngày 15 tháng 5 năm 2011 tại Wayback Machine |            |            |          |         |            |              |            |            |          |        |             |              |

## Thành viên nổi bật
- Aloízio Mercadante
- Ana Julia Carepa
- Antônio Palocci
- Arlindo Chinaglia
- Benedita da Silva
- Binho Marques
- Chico Buarque
- Chico Mendes
- Dilma Rousseff
- Eduardo Suplicy
- Fernando Haddad
- Fernando Pimentel
- Guido Mantega
- Jaques Wagner
- João Paulo Cunha
- Luis Favre
- Luiz Gushiken
- Luiz Inácio Lula da Silva
- Luizianne Lins
- Marcelo Déda
- Marco Aurélio Garcia
- Marilena Chaui
- Marta Suplicy
- Juliana Prestes (cháu gái của Luis Carlos Prestes)
- Olívio Dutra
- Paulo Delgado
- Paulo Freire
- Sérgio Buarque de Holanda
- Tarso Genro
- Wellington Dias